# Talakag
Talakag ist eine Großraumgemeinde in der Provinz Bukidnon auf der Insel Mindanao in den Philippinen. Sie hat 71.644 Einwohner (Zensus 1. August 2015), die in 29 Barangays leben. Sie gehört zur ersten Einkommensklasse der Gemeinden auf den Philippinen und wird als partiell urbanisiert beschrieben. 
Ihre Nachbargemeinden sind Cagayan de Oro und Iligan City im Nordwesten, Lantapan im Osten und Baungon im Nordosten. Valencia City liegt im Südosten, Kalilangan und Pangantucan im Süden. Im Westen grenzt sie an die Provinz Lanao del Sur. Die Topographie der Gemeinde wird im als gebirgig mit großen canyonartigen Tälern und großen Hochplateaus beschrieben. Im Osten liegt das Gebirge des Mount Kitanglad und Südosten das Gebirge des Mount Kalatungan. An den Bergflanken des Kalatungan entspringt der Cagayan River.
Der Mount Kitanglad Range Natural Park liegt im Osten der Gemeinde; im Südosten liegt der Mount Kalatungan Range Natural Park. Die Borantawan-Höhle liegt im Sitio Bita-ug, Barangay Lantud ca. 24 km außerhalb des Gemeindezentrums. Sie hat einen nahezu vertikalen Einstieg und ist ca. 1.000 Meter lang.

## Barangays
| - Basak - Baylanan - Cacaon - Colawingon - Cosina - Dagumbaan - Dagundalahon - Dominorog - Lapok | - Indulang - Lantud - Liguron - Lingi-on - Lirongan - Santo Niño (Lumbayawa) - Miarayon - Barangay 1 (Pob.) | - Barangay 2 (Pob.) - Barangay 3 (Pob.) - Barangay 4 (Pob.) - Barangay 5 (Pob.) - Sagaran - Salucot - San Antonio - San Isidro | - San Miguel - San Rafael - Tagbak - Tikalaan |

## Persönlichkeiten
- Carlo Paalam (* 1998), Boxer